# Stazione di Adrano
La stazione di Adrano era una stazione ferroviaria della ferrovia Circumetnea, posta al km 35+543, che serviva l'omonimo comune siciliano. Nel 2011, nell'ambito dei lavori di interramento del tratto urbano della linea, fu sostituita dalla fermata sotterranea di Adrano Centro.

## Storia
La stazione di Adernò (dal 1929 in poi Adrano), fu aperta il 2 febbraio 1895, contestualmente all'entrata in funzione della prima tratta (Catania-Adernò), della ferrovia Circumetnea. Il successivo 2 giugno, la linea fu prolungata fino a Bronte. Nel dopoguerra, ad essa si aggiunse la nuova fermata di Adrano Cappellone, più prossima al centro del quartiere di "Cappellone".

### La conversione a favore della nuova stazione
Dopo oltre un secolo di esercizio, nel mese di giugno 2011, al completamento dei lavori d'interramento del nuovo tratto urbano della linea, la stazione fu sostituita dalla nuova fermata sotterranea di Adrano Centro, costruita in corrispondenza della vecchia stazione; quest'ultima fu inglobata da quella nuova, e per l'occasione, il fabbricato viaggiatori fu ristrutturato, nonché furono demolite le pareti interne e il controsoffitto, creando così un ambiente unico, inoltre l'esterno dello stesso fabbricato fu riverniciato di verde.
Oltre alle modifiche apportate al fabbricato viaggiatori, il fascio dei binari della stazione fu isolato dal resto della tratta, e successivamente fu smantellato. Per sopperire alle necessità di esercizio, di sosta e di stazionamento dei rotabili, fu costruita una stazione del tutto nuova, denominata Adrano Nord, in località Naviccia, alla periferia nord dell'abitato di Adrano.

## Strutture e impianti
La stazione consisteva di un fabbricato viaggiatori centrale, elevato a due piani a cui erano collegati; a sud il fabbricato a un'elevazione dei locali di servizio, tra cui l'ufficio movimento, e a nord quelli dei servizi.
Vi si accedeva dalla piazza esterna, nella quale avveniva l'interscambio con gli autobus della stessa Circumetnea.
La stazione disponeva di 6 binari, di cui 3 di circolazione, collegati con piccole banchine per i viaggiatori, mentre gli altri 3 binari, situati all'estremità della stazione, erano di ricovero.
Solo il primo binario era munito di pensilina.

## Movimento
La stazione era sempre di fermata per tutti i treni viaggiatori, sia in direzione di Riposto, sia in direzione di Catania. 
L'orario ferroviario in vigore dal 16 agosto del 1938, riportava un'offerta di sei coppie di treni viaggiatori, effettuati con le (allora nuove) automotrici Fiat ALn 56, da e per Catania, tre delle quali, raggiungevano il capolinea di Catania Porto, e altre tre erano limitate alla stazione di Catania Borgo. Per la direzione di Riposto, erano invece previste solo due coppie giornaliere di automotrici. Una coppia di treni era soppressa nei giorni di domenica.
Nel 1975, l'offerta giornaliera si attestava su 12 coppie di treni (di cui due coppie solo nei giorni feriali); il capolinea di Catania Porto, veniva raggiunto solo da 4 corse del mattino, mentre solo due coppie serali partivano per Adrano. La stazione di Riposto veniva raggiunta da 5 coppie di treni, di cui alcuni con cambio a Randazzo.
L'offerta di treni del 2014, prevedeva 14 treni in arrivo da Catania Borgo, e 13 treni in direzione opposta. Riposto veniva raggiunta da 4 treni, di cui uno con rottura di carico a Randazzo. Da Riposto era possibile raggiungere Adrano, ma solo con cambio a Randazzo; da tale località avevano origine 10 treni giornalieri, i quali raggiungevano Adrano.
Il tempo impiegato dalle automotrici da Catania Borgo ad Adrano, nel 1938, era di circa 1 ora e 10 minuti (con 6 fermate intermedie); nel 1975, la percorrenza prevedeva circa 1 ora 15 minuti (con 8/9 fermate intermedie); nel 2014 era in media poco più di 1 ora 5 minuti, tuttavia, le fermate intermedie erano salite a 13.
In passato era notevole il movimento merci di prodotti agricoli in partenza dalla stazione di Adrano, che raggiungeva il porto di Catania.

## Galleria d'immagini

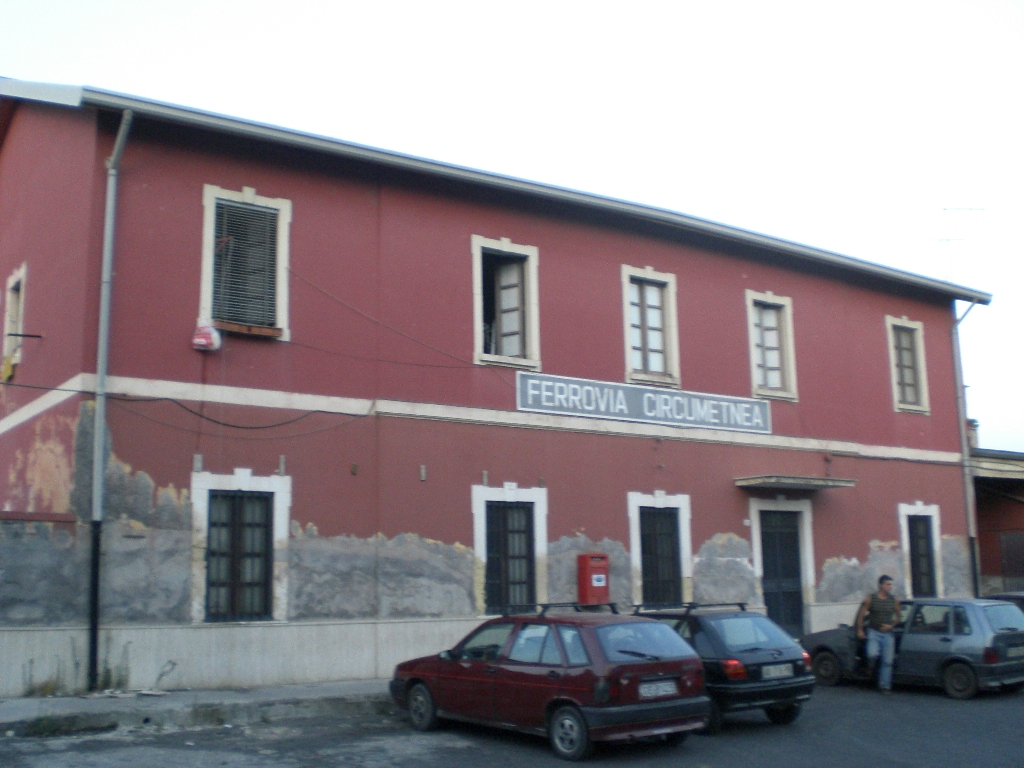
La stazione di Adrano, nel 2008, vista dal lato stradale.
L'automotrice ALn 56.02 (serie ALn 56.01-06) alla stazione di Adrano.

## Servizi
La stazione era dotata di:
- Biglietteria a sportello;
- Sala d'attesa;
- Servizi igienici.